# قشلاخ آغه غوره (سقز)
قرية قشلاخ آغه غوره (بالكردية: قشڵاخ ئاغەگەورە) هي إحدى القرى التابعة لـخورخوره في ريف قسم زيويه من مقاطعة سقز، في محافظة كردستان الإيرانية.

## السكان
حسب إحصاءات سنة 2006، بلغ إجمالي السكان في قشلاخ آغه غوره 410 نسمة وعدد المساكن 64 مسكن. لغة سكان قشلاخ آغه غوره هي اللغة الكردية و هم من أهل السنة والجماعة والمذهب الشافعي.